# داعی
داعی (به عربی: داعي) به‌طور کلی کسی است که از مردم دعوت کند به اسلام روی آورند. این عنوان ابتدا به‌طور خاص توسط شیعیان زیدی در زمان علویان طبرستان و سپس توسط شیعیان اسماعیلی در الموت و دیگر قلاع دیلم استفاده می‌شد.
در عصر خلافت فاطمیان در میان اسماعیلی‌ها اصطلاح داعی برای اشاره به رهبری مذهبی غیر موروثی و جدا از ائمه استفاده شد. بعدها عبارت داعی مطلق برای رهبران شاخه‌های خاصی از جوامع اسماعیلی استفاده شد.
برخی از بزرگترین داعیان علوی (زیدی) اینان هستند:
- حسن بن زید (داعی کبیر)
- محمد بن زید (داعی الی الحق)
- حسن بن القاسم (داعی صغیر)

برخی از بزرگترین داعیان اسماعیلی اینان هستند:
- مؤید فی الدین الشیرازی (۱۰۰۰–۱۰۷۸)
- ادریس عمادالدین: (درگذشته در حدود ۱۴۶۰) یکی از مهم‌ترین داعیان در منابع فاطمی.